# لوسيندا تشايلدز
لوسيندا تشايلدز (بالإنجليزية: Lucinda Childs)‏ هي راقصة أمريكية، ولدت في 26 يونيو 1940 في نيويورك في الولايات المتحدة.

## وصلات خارجية
- الموقع الرسمي
- لوسيندا تشايلدز على موقع IMDb (الإنجليزية)
- لوسيندا تشايلدز على موقع ميوزك برينز (الإنجليزية)
- لوسيندا تشايلدز على موقع ديسكوغز (الإنجليزية)
- لوسيندا تشايلدز على موقع قاعدة بيانات الفيلم (الإنجليزية)